# 球磨村福祉バス
球磨村福祉バス（くまむらふくしバス）は、熊本県球磨郡球磨村にて運行しているコミュニティバスである。
自家用自動車（白ナンバー車）による有償運送で、運転は一勝地タクシーに委託されている。

## 概要
- 料金（1回）一般200円、中学生以下は無料。回数券あり。
- 路線はいずれも、役場からかわせみ（温泉施設）や診療所等を経由して、遠隔地の集落まで走り、折り返し後役場まで直行で戻る形態。
- 各路線はいずれも曜日ごとの運行。運行本数は、朝の2便が役場から遠隔地へ直行して、各集落を巡った後かわせみ等を経由して役場に戻るルート（往路）で、昼の2便はその逆（復路）で走る。

## 沿革
- 2003年4月1日 - 運行開始。

## 路線
三ヶ浦線
- 球磨村役場 - かわせみ - 一勝地郵便局 - 球磨村診療所 - 渡駅 - 渡郵便局 - 茶屋 - 鵜口 - 大無田 - 千津 - 大久保 - 那良口 - 球磨村役場
  - 月曜のみの運行。

横井線
- 球磨村役場 - かわせみ - 一勝地郵便局 - 球磨村診療所 - 一勝地バス停 - 田頭 - 中園 - 板崎 - 浦野 - 坂口 - 高沢 - 横井 - 蔵谷 - 沢見 - 球磨村役場
  - 火曜のみの運行。

大槻線
- 球磨村役場 - かわせみ - 一勝地郵便局 - 球磨村診療所 - 馬場 - 椎屋入口 - JA選果場前 - 渡駅 - 水篠 - 糸原 - 立野 - 境目 - 蕨谷 - 大槻 - 球磨村役場
  - 水曜のみの運行。

遠原線
- 球磨村役場 - かわせみ - 一勝地郵便局 - 球磨村診療所 - 那良口駅 - 那良 - 松谷 - 毎床 - 俣口 - 遠原 - 茂田 - 那良口 - 球磨村役場
  - 木曜のみの運行。

神瀬線
- 球磨村役場 - かわせみ - 球磨村診療所 - （球磨村役場） - 小谷 - 松本 - 球泉洞 - 大瀬 - 蔀・和田 - 堤岩戸 - 白石駅 - 神瀬バス停 - 上原 - 松野 - 四蔵 - 日当 - 大岩 - 神瀬バス停 - 箙瀬 - 伊高瀬 - 上蔀 - 多武除 - 楮木 - 川島 - 球磨村役場
  - 金曜のみの運行。

川岳線
- 球磨村役場 - かわせみ - 一勝地郵便局 - 球磨村診療所 - 一勝地バス停 - 池下 - 淋 - 大坂間 - 告口 - 球磨村役場
  - 火曜のみの運行。復路は、役場→一勝地バス停→診療所→郵便局→かわせみ→池下の順に巡る。

## 車両

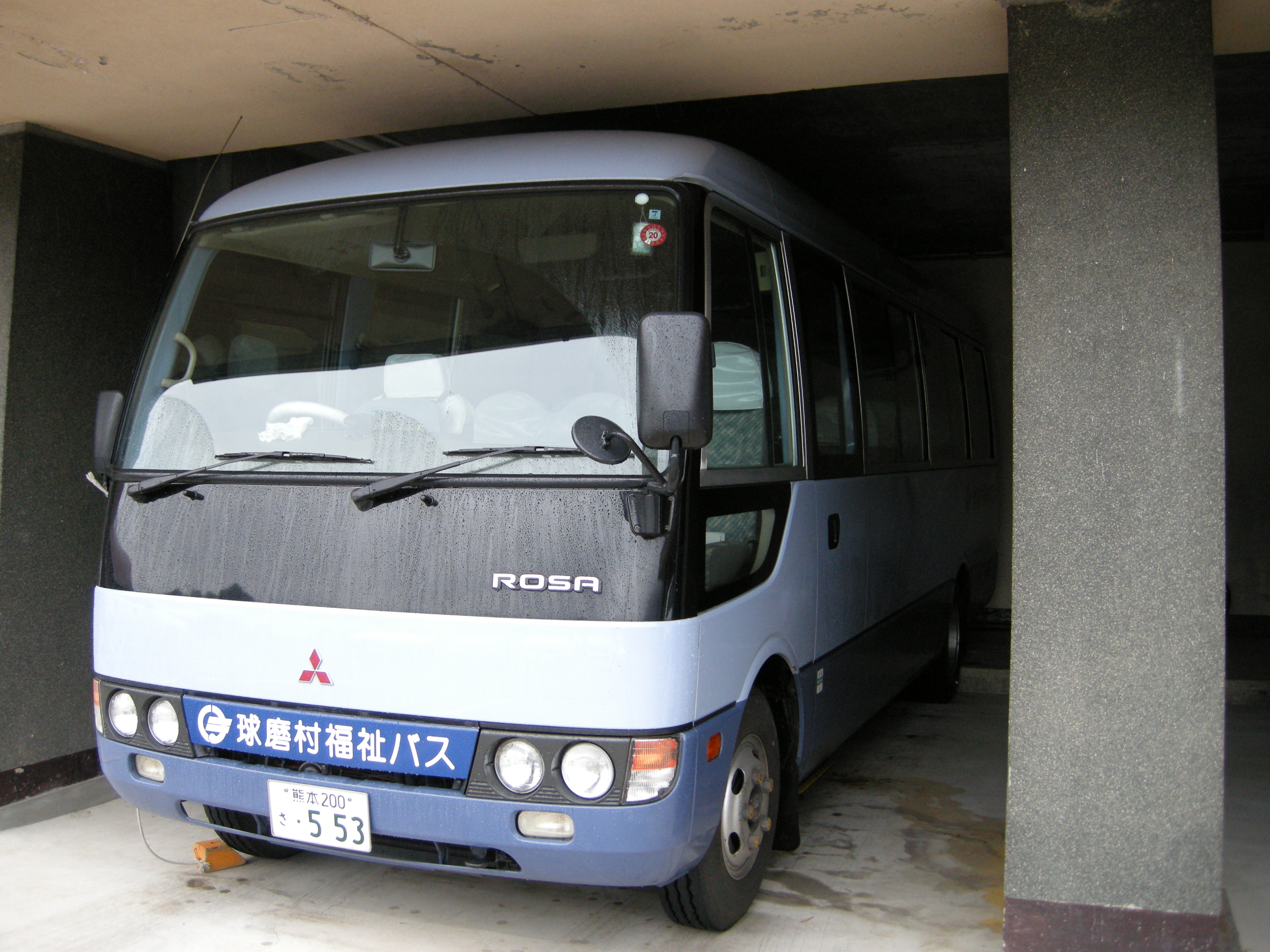
福祉バスの車両

- 三菱ふそう・ローザ1台を、使用している。

## 特記事項
- 意外と利用客が多く、横井線などは便によっては満席になることもあるほどである[要出典]。